# تحطم طائرة أنتونوف أن-26 السودانية 2012
تحطم طائرة أنتونوف أن-26 السودانية 2012 هي حادثة تحطم وقعت في 19 أغسطس 2012، لطائرة أنتونوف أن-26 تابعة لشركة الخطوط الجوية ألفا بالقرب من بلدة تلودي، السودان، أسفر الحادث عن مقتل جميع الأشخاص الذين كانوا على متنها وعددهم 32 شخصًا. كانت الطائرة تقل وفداً من الحكومة السودانية، وكان من بين الضحايا أعضاء في الحكومة السودانية، والعديد من كبار المسؤولين في القوات المسلحة السودانية ومسؤولين آخرين، وطاقم تلفزيوني.

## الحادثة
أقلعت الطائرة من مطار الخرطوم الدولي حوالي الساعة 6:02 بالتوقيت المحلي. وفي الساعة 8 صباحًا تقريبًا، تحطمت الطائرة في جبل حجر النار من سلسلة جبال النوبة بالقرب من تلودي، وهي بلدة صغيرة تقع على بعد حوالي 600 كـم (370 ميل) جنوب غرب الخرطوم. وذكر بيان تلفزيوني أن الطقس حال دون هبوط الطائرة في محاولتها الأولى، وفي محاولتها الثانية اصطدمت بجبل. يضم مطار تلودي مدرجًا واحدًا مرصوفًا وبدون علامات يبلغ طوله 1800م (5900 قدم).

## الطائرات
على الرغم من أن بعض تقارير وسائل الإعلام المبكرة أعلنت عن طريق الخطأ أن التحطم كان لطائرة هليكوبتر، وكانت الطائرة أنتونوف أن-26، تسجيل ST-ARL، مستأجرة من قبل الحكومة السودانية وتشغلها شركة الخطوط الجوية السودانية الخاصة Alfa Airlines (رمز منظمة الطيران المدني الدولي AAJ).
تم بناء الطائرة في عام 1974 في مصنع الطائرات الأوكرانية مصنع أنتونوف لإنتاج الطائرات "Aviant " في الاتحاد السوفيتي. طارت على الطرق الإقليمية السوفيتية والروسية حتى يوليو 1998. تم بيعها إلى شركة طيران أرمينية، ثم إلى Trans Attico وليبيا للطيران وAbabeel Aviation وشركات الطيران الأخرى في أفريقيا. تم الاستحواذ عليها من قبل Alfa Airlines في يوليو 2009 وتم تعديلها من أنتونوف أن-26 إلى أنتونوف أن-26-100 القياسي في كييف لإصلاح الطائرات 410 في أوكرانيا في عام 2010.
وقعت عدة حوادث تحطم طائرات في السودان في السنوات الأخيرة. يُحظر على جميع شركات الطيران السودانية، بما في ذلك خطوط ألفا الجوية الطيران لأسباب تتعلق بالسلامة في المجال الجوي الأوروبي. وتشكو السلطات السودانية من صعوبة الحصول على قطع غيار بسبب العقوبات التي فرضتها الولايات المتحدة على الخرطوم. كان هذا الحادث هو الحادث الأول في تاريخ خطوط ألفا الجوية، التي تأسست في عام 2009.

## الركاب والطاقم
| الجنسية   | ركاب | طاقم | مجموع |
| --------- | ---- | ---- | ----- |
| السودان   | 26   | 3    | 29    |
| أرمينيا   | 0    | 1    | 1     |
| روسيا     | 0    | 1    | 1     |
| طاجيكستان | 0    | 1    | 1     |
| Total     | 26   | 6    | 32    |

كانت الطائرة المستأجرة تحمل وفدًا حكوميًا سودانيًا من العاصمة الخرطوم، إلى بلدة تلودي في جنوب كردفان، وهي الدولة التي مزقتها الحرب مع استمرار القتال بين الجيش السوداني والجماعات المتمردة، وذلك بمناسبة الاحتفال بعيد الفطر، ونهاية شهر رمضان المبارك.
وكان من بين الضحايا وزير الإرشاد والأوقاف غازي الصادق عبد الرحيم، ورئيس حزب العدالة مكي علي بالليل، ووزير الدولة بوزارة الشباب والرياضة محجوب عبد الرحيم توتو، ووزير الدولة بوزارة السياحة والآثار والحياة البرية عيسى ضيف الله والعديد من كبار أفراد قوات الأمن.
قاد الطائرة، طاقم مكون من ستة أفراد، كابتن روسي بمساعدة ضابط أول سوداني وملاح يبلغ من العمر 43 عامًا من طاجيكستان ومهندس طيران أرميني يبلغ من العمر 42 عامًا.

## تحقيق
وقال مسؤول بهيئة الطيران المدني السوداني إن سوء الأحوال الجوية هو المتسبب بالحادث. وبحسب وكالة الأنباء السودانية سونا إن الحادث وقع «بسبب سوء الأحوال الجوية». وأضاف وزير الإعلام، أحمد بلال عثمان، إن الطائرة كانت تحاول الهبوط في الأحوال الجوية السيئة في تلودي، حيث تسببت الأمطار الغزيرة الموسمية بعم الرؤية للطيارين، واصطدمت الطائرة في الجبل.
ونفى المتحدث باسم المتمردين أرنو نغوتولو لودي تورط قواته المتمردة في الحادث الذي وقع خارج أراضي المتمردين.
في 21 أغسطس، بعد يومين من تحطم الطائرة، قدم رئيس هيئة الطيران المدني السوداني محمد عبد العزيز استقالته إلى رئيس السودان عمر البشير. إلا أن الرئيس البشير رفض استقالته، وحث الرئيس على مواصلة برنامج إصلاحات تمت الموافقة عليه حديثًا لتطوير الجهاز المركزي للمحاسبات والإشراف عليه.
في 24 أغسطس، أفادت الحكومة المحلية أنه تم العثور على مسجلات الطيران واستعادتها من موقع التحطم.